# Chusaris puncticilia
Chusaris puncticilia är en fjärilsart som beskrevs av George Francis Hampson 1891. Chusaris puncticilia ingår i släktet Chusaris och familjen nattflyn. Inga underarter finns listade i Catalogue of Life.